# Danaa (Rembrandt)
Danaa je slika nizozemskega umetnika Rembrandta van Rijna. Prvič je bila dokončan leta 1636, vendar jo je Rembrandt najkasneje do leta 1643 znatno predelal. Nekoč del zbirke Pierra Crozata je od 18. stoletja v muzeju Ermitaž v Sankt Peterburgu v Rusiji.
Gre za upodobitev lika Danae iz grške mitologije, Perzejeve matere, v naravni velikosti. Predvidoma je upodobljena kot dobrodošlica Zevsu, ki jo je oplodil v obliki zlatega prahu. Glede na to, da je to ena najveličastnejših Rembrandtovih slik, ni izključeno, da jo je cenil, vendar jo je bilo morda tudi težko prodati zaradi njene velikosti 185 × 203 cm. Čeprav je bila umetnikova žena Saskia prvotni model za Danao, je Rembrandt pozneje spremenil obraz figure v obraz svoje ljubice Geertje Dircx.
Predelava je med drugim spremenila položaje glave, iztegnjene roke in nog Danae. Slika je precej okrnjena. Ima težko berljiv podpis z datumom, ki se konča na "6", vendar morda ni pristen.
Leta 1985 je bila resno uničena, vendar je bila obnovljena.

## Vandalizem
15. junija 1985 je Rembrandtovo sliko napadel Bronius Maigys, sovjetski litovski državljan, ki so ga kasneje razsodili za norega; na platno je vrgel žveplovo kislino in ga dvakrat zarezal z nožem. Celoten osrednji del kompozicije je spremenjen v mešanico madežev s konglomeratom brizganja in območij kapljajoče barve. Najhujša škoda je bila na obrazu in laseh Danae, njeni desni roki in nogah.
Še isti dan se je začel postopek restavriranja slike. Po posvetovanju s kemiki so umetniški restavratorji površino slike začeli izpirati z vodo; sliko so držali v navpičnem položaju, sliko pa škropili z vodo, da bi preprečili nadaljnjo degradacijo slike.
Restavriranje slike je med letoma 1985 in 1997 opravilo osebje Laboratorija za strokovno restavriranje štafelajnih slik Državne Ermitaže: Ye. N. Gerasimov (vodja skupine), A. G. Rakhman in G. A. Shirokov s sodelovanjem T. P. Alioshina pri vprašanjih znanstvene metodologije.